# Gail Tremblay
Gail Tremblay (* 15. Dezember 1945 in Buffalo; † 3. Mai 2023) war eine Autorin und Angehörige der Mi’kmaq, die in den USA lebte. Sie hatte zudem französische und Onondaga-Vorfahren.

## Leben und Karriere
Gail Tremblay studierte Drama an der Universität von New Hampshire und Creative Writing an der Universität von Oregon. Sie erhielt zahlreiche Auszeichnungen, ist aber auch als bildende Künstlerin bekannt. Dabei bezog sie sich stets auf ihr kulturelles Erbe. Ab 1981 lehrte sie am Evergreen State College in Olympia im Bundesstaat Washington.
Zu ihren bekanntesten Werken gehören: Close to Home, Omaha 1981, Indian Singing in Twentieth Century America, Corvallis 1990, 1998 als Indian Singing, Revised Edition bei Calyx Books, und Night Gives Women the Word, Omaha 1979.

## Veröffentlichungen
- Night gives women the word, Omaha: Omaha Printing Company 1979
- Close to Home, Omaha: University of Nebraska 1981
- Indian Singing in 20th Century America, Corvallis, Oregon: Calyx Books 1990, ISBN 0-934971-65-X